# Хаљина са отвореним леђима
Хаљина са отвореним леђима је стил женске одеће дизајниран да открије леђа носиоца. Леђа могу бити делимично изложена ниским резом или потпуно изложена уз употребу жица. Хаљина без леђа најчешће се носи у свечаним приликама или као вечерња одећа или као венчанице и може бити било које дужине, од мини до пода. Остали стилови без леђа укључују купаће костиме и топове са отвореним леђима, као што је халтер.

## Еволуција
Хаљина са отвореним леђима први пут су се појавила 1920-их.  Током 1930-их, стил је постао повезан са модом сунчања тог времена, а Хаљина са отвореним леђима била је начин да се покаже препланули тен, обично без црних линија. Носилац је обично морао да буде витак да би могао да извуче ефекат.  У децембру 1937., глумица Мишелин Патон је контроверзно снимљена отпозади док је носила хаљину са отвореним леђима на BBC-у.  Илузија голотиње довела је до тога да огорчени гледаоци пишу да се жале, а Перл Биндер, која је била ко-представница емисије, добацила је: „Бака се осврће, али Мишелин нема леђа да би је видела“. 

## Стилови
Хаљина са отвореним леђима може се држати на више начина. Најчешћи је један комад тканине или каиш који пролази иза врата носиоца. Трака око врата може сама бити покривена косом носиоца, остављајући иза леђа утисак да ништа не држи хаљину. Алтернативно, хаљина се може држати кратким рукавима или једном или две шпагети траке, које држе хаљину на раменима. 

### Чоли
Стил са отвореним леђима се такође налази у чоли, блузи коју носе Индијке заједно са саријем и гаграма .
Леђа су или "делимично изложена" са ниским резом или "потпуно изложена".  Стилови отворених леђа настали су углавном због утицаја западне моде.  Мадхури Дикит ју је учинила популарном када ју је носила и појавила се у песми Dhak Dhak Karne Laga. 

## Подршка за груди
Подршка за груди може бити проблем за многе жене када носе хаљину отворених леђа, али без обзира на то већина жена које бирају овај стил горњег дела више воле да иду без грудњака. Доступни су дизајни грудњака који нуде подршку за груди са хаљинама отворених леђа. Неки дизајни грудњака користе конвертибилне стилове, лепљиве грудњаке, грудњаке са жицом и грудњаке без бретела.